# أندي رايلي
أندي رايلي (بالإنجليزية: Andy Reilly)‏ هو لاعب كرة قدم ومدرب كرة قدم بريطاني في مركز الوسط، ولد في 25 مايو 1986 في دندي في المملكة المتحدة. لعب مع كارنوستي بانمور ونادي اربوراث ونادي دندي.